# Formy państwowe
Forma państwowa, ustrój terytorialny  - struktura terytorialno-prawna podziału administracyjnego państwa.

## Rodzaje form państwa:
- unitarne – wszystkie jednostki administracyjne są ściśle podporządkowane głównemu ośrodkowi władzy; jednorodny system prawodawczy, wykonawczy i sądowniczy; w państwach unitarnych scentralizowanych w instytucjach i organach regionalnych działają powołani przez władze urzędnicy (Holandia), a w państwach zdecentralizowanych urzędnicy są powoływani niezależnie od władz centralnych (Wielka Brytania, Polska).
  - państwo zregionalizowane – państwo, które jest nadal unitarne, jednak występuje szeroka decentralizacja kompetencji, np. w dziedzinie tworzenia prawa na rzecz prowincji, regionów bądź okręgów autonomicznych (np. Hiszpania)
- złożone – ograniczona lub pełna suwerenność części składowych, z których każda ma własne systemy prawodawcze, wykonawcze i sądownicze (Niemcy). Najczęściej spotyka się:
  - federacje – państwo związkowe, którego części dysponują znaczną samodzielnością gospodarczą i prawną, a ograniczoną – polityczną (np. Niemcy, Stany Zjednoczone)
  - unia realna – związek kilku państw tworzących jeden podmiot prawa międzynarodowego, w ramach którego następuje wspólna realizacja spraw finansowych, zagranicznych i obronnych (np. unia angielsko-szkocka z 1707 roku).
- Czasami w literaturze spotyka się też pojęcie państwa zróżnicowanego[1], które w swoim składzie posiada terytorium/terytoria autonomiczne o znacznej szerszej kompetencji lokalnych władz niż pozostałe jednostki administracyjne tego państwa (np. Finlandia z jej autonomicznym regionem Wyspami Alandzkimi).

## Związki państw:
Państwa mogą tworzyć luźne związki dla realizacji wspólnych celów lub wynikające ze wspólnej tradycji historycznej z zachowaniem ich pełnej suwerenności. Ich przykładem są:
- konfederacje – związek kilku państw nieograniczający ich suwerenności, powoływany najczęściej do wspólnej realizacji określonych celów (np. Unia Europejska)
- unia personalna – związek kilku państw ze wspólną głową państwa, przy odrębnych systemach organizacyjno-instytucjonalnych kilku państw (Zjednoczone Królestwo i Kanada)